# Mayres-Savel
Mayres-Savel ist eine französische Gemeinde mit 92 Einwohnern (Stand: 1. Januar 2022) im Département Isère in der Region Auvergne-Rhône-Alpes (vor 2016 Rhône-Alpes). Sie gehört zum Arrondissement Grenoble und zum Kanton Matheysine-Trièves. Die Einwohner werden Mayrants genannt.

## Geographie
Die Gemeinde Mayres-Savel liegt etwa 29 Kilometer südsüdöstlich von Grenoble am Fluss Drac, der hier zum Lac de Monteynard-Avignonet (auch: Lac de Notre-Dame-de-Commiers) aufgestaut wird und die Gemeinde im Süden und Westen begrenzt. Im Norden von Mayres-Savel liegt mit dem Le Senépy der höchste Punkt der Gemeinde auf 1769 m über dem Meer. Umgeben wird Mayres-Savel von den Nachbargemeinden Marcieu im Norden, La Motte-Saint-Martin im Nordosten, Prunières im Nordosten und Osten, Saint-Arey im Osten, Saint-Jean-d’Hérans im Südosten, Cornillon-en-Trièves im Süden, Lavars im Süden und Südwesten sowie Treffort im Westen und Nordwesten.

## Bevölkerungsentwicklung
| Jahr                       | 1962 | 1968 | 1975 | 1982 | 1990 | 1999 | 2006 | 2012 | 2021 |
| -------------------------- | ---- | ---- | ---- | ---- | ---- | ---- | ---- | ---- | ---- |
| Einwohner                  | 109  | 97   | 78   | 91   | 100  | 107  | 99   | 117  | 90   |
| Quellen: Cassini und INSEE |      |      |      |      |      |      |      |      |      |

## Sehenswürdigkeiten
- Kirche Saint-Jean-Baptiste aus dem 11. Jahrhundert, Monument historique seit 1919
- Burgruine Savel aus dem 12./13. Jahrhundert

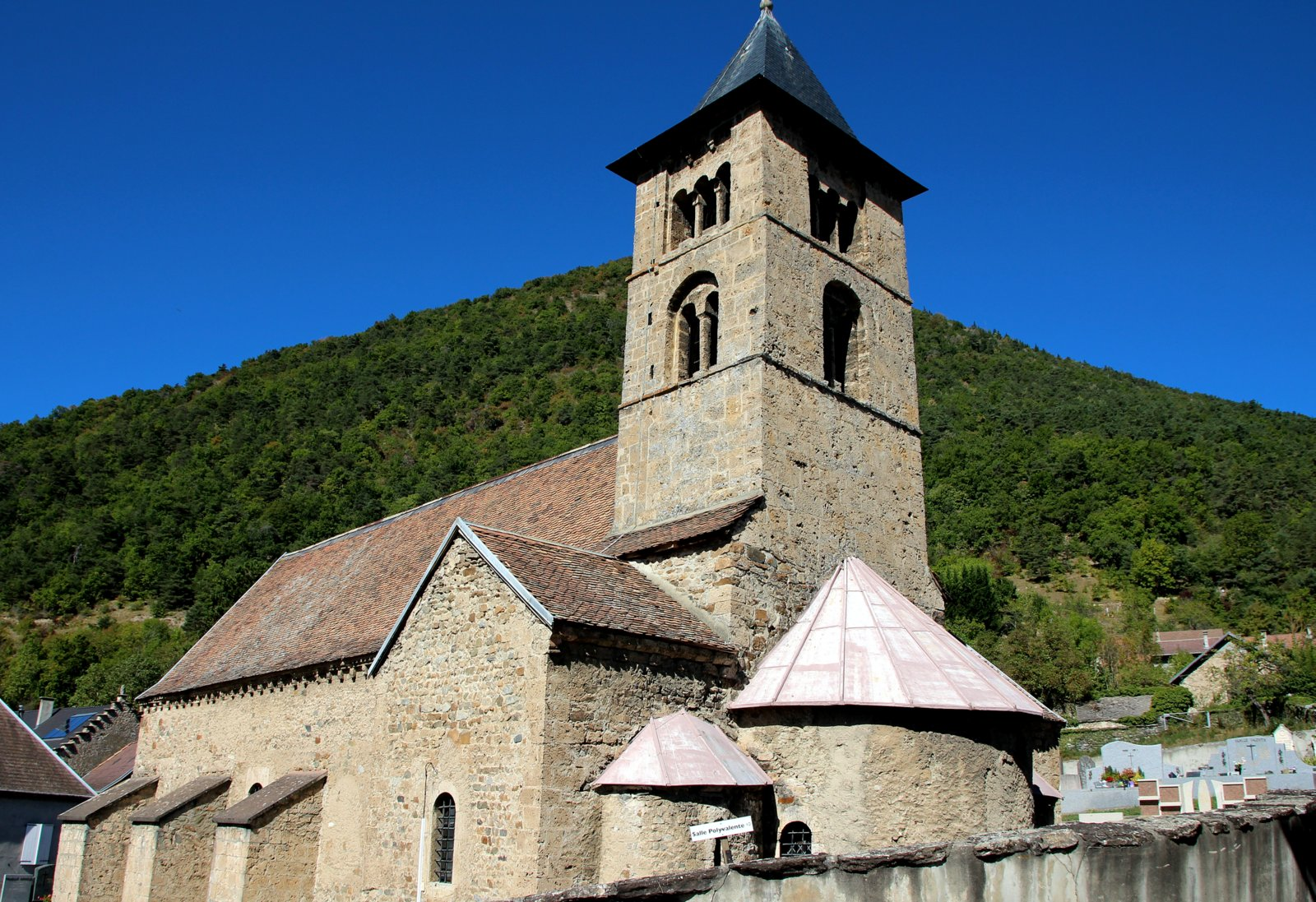
Kirche Saint-Jean-Baptiste
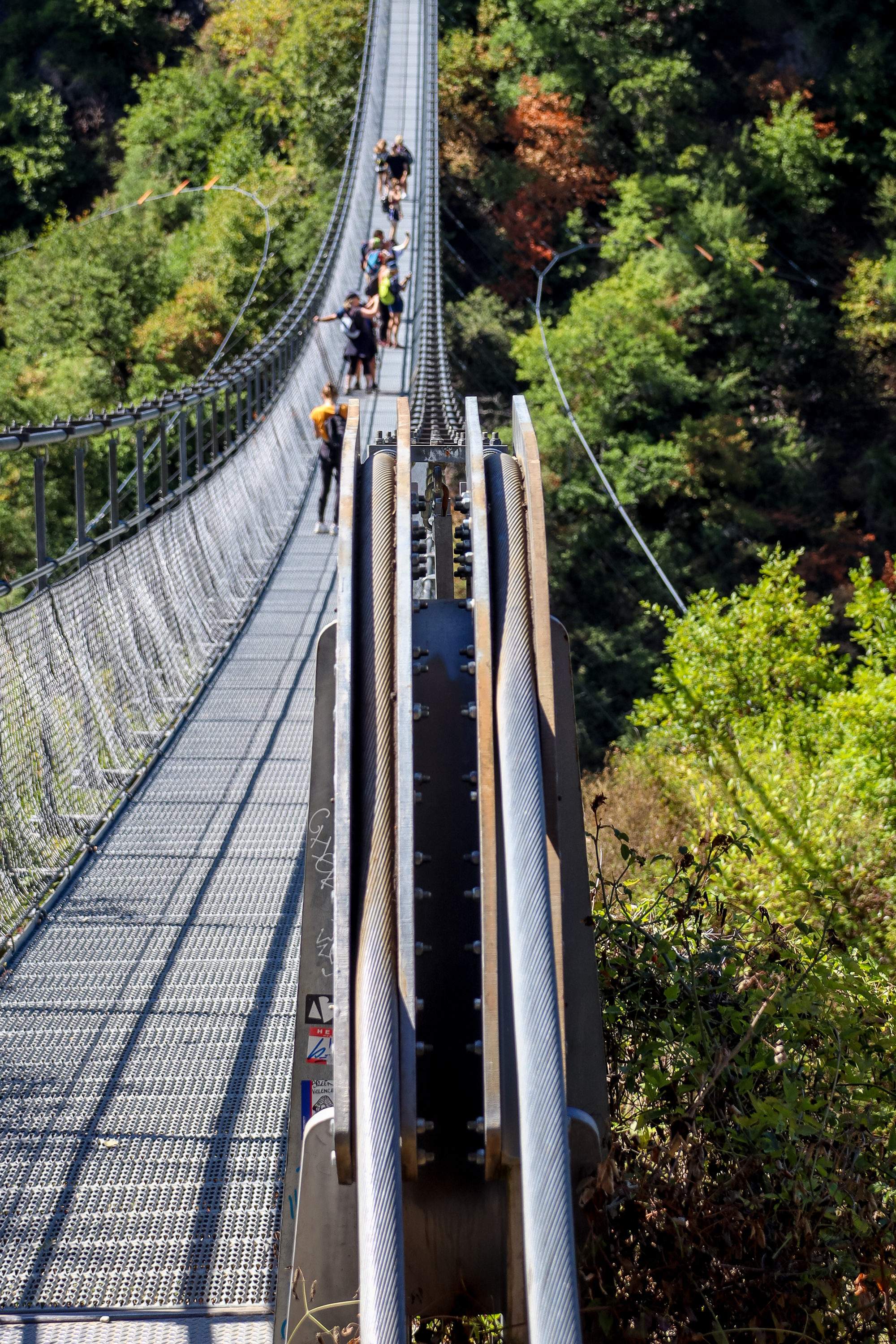
Fußgänger-Hängebrücke über den Drac